# Андреевское сельское поселение (Кировская область)
Андреевское сельское поселение — муниципальное образование в составе Уржумского района Кировской области России, существовавшее в 2006 - 2012 годах.
Центр — посёлок Андреевский.

## История
Андреевское сельское поселение образовано 1 января 2006 года согласно Закону Кировской области от 07.12.2004 № 284-ЗО.
28 апреля 2012 года в соответствии с Законом Кировской области № 141-ЗО поселение включено в состав Уржумского сельского поселения.

## Состав
В поселение входили 8 населённых мест:
- посёлок Андреевский
- деревня Большая Пеньба
- деревня Верхний Чам
- деревня Зоткино
- деревня Мари-Шуэть
- деревня Ново-Толмацкая
- деревня Петрушино
- деревня Федорищево